# فرودگاه منطقه‌ای شهرستان سالین
فرودگاه منطقه‌ای سالین کانتی (به انگلیسی: Saline County Regional Airport) یک فرودگاه همگانی بهره‌برداری هوایی است که یک باند فرود آسفالت دارد و طول باند آن ۱۵۲۴ متر است. این فرودگاه در شهر بنتون، آرکانزاس کشور ایالات متحده آمریکا قرار دارد و در ارتفاع ۱۱۹ متری از سطح دریا واقع شده است.